# Buzitka
Buzitka (in ungherese Bozitapuszta, in tedesco Bosendorf) è un comune della Slovacchia facente parte del distretto di Lučenec, nella regione di Banská Bystrica.

## Storia
Il villaggio viene citato per la prima volta nel 1350 (Bozyta). All'epoca apparteneva dalla Signoria di Fiľakovo. Dal 1554 al 1595 venne occupato dai Turchi. Successivamente passò ai nobili Serény, ma nel 1625 venne devastato dai Turchi che quasi lo spopolarono. Nel XIX secolo passò ai conti Coburg che nel 1938 lo ripopolarono con numerosi coloni.